# Madrid (Maine)
Madrid – miasto w Stanach Zjednoczonych, w stanie Maine, w hrabstwie Franklin.